# Villefranche-de-Lauragais
Villefranche-de-Lauragais är en kommun i departementet Haute-Garonne i regionen Occitanien i södra Frankrike. Kommunen ligger i kantonen Villefranche-de-Lauragais som tillhör arrondissementet Toulouse. År 2022 hade Villefranche-de-Lauragais 5 054 invånare.

## Befolkningsutveckling
Antalet invånare i kommunen Villefranche-de-Lauragais
Referens:INSEE